# Pea-Tree Hill
Pea-Tree Hill är en kulle i den nordöstra delen av Saint-Martin, cirka 6,3 kilometer nordost om huvudorten Marigot. Toppen på Pea-Tree Hill är 188 meter över havet.